# جيمس ماسون أوين
جيمس ماسون أوين (بالإنجليزية: James Mason Owen)‏ هو سياسي أمريكي، ولد في 11 نوفمبر 1903، وتوفي في 12 يوليو 1972.